# Cârlogani
Cârlogani es una comuna ubicada en el distrito de Olt, Rumania.

## Superficie
Posee una superficie de 42,01 kilómetros cuadrados.

## Demografía
Hasta 2021 la población era de 1944 habitantes, con una densidad de población de 46,27 habitantes por kilómetro cuadrado.